# West Texas Intermediate
 (juin 2010).
Si vous disposez d'ouvrages ou d'articles de référence ou si vous connaissez des sites web de qualité traitant du thème abordé ici, merci de compléter l'article en donnant les références utiles à sa vérifiabilité et en les liant à la section « Notes et références ».
Le West Texas Intermediate (WTI), également connu sous le nom de Texas Light Sweet, est un type de pétrole brut utilisé comme standard dans la fixation du prix du brut et comme matière première pour les contrats à terme sur le pétrole auprès du New York Mercantile Exchange (bourse des matières premières).
Le WTI sert de référence sur le marché mondial du pétrole. 

## Caractéristiques
Le WTI est un brut léger, plus léger que le Brent. Il contient environ 0,24 % de soufre, ce qui en fait un brut doux. Il est extrait en Amérique du Nord. Ses propriétés et son site de production le rendent idéal pour être raffiné aux États-Unis, surtout dans le Midwest et les régions de la Côte du Golfe.
La densité API du WTI se situe autour de 39,6, et sa densité spécifique tourne autour de 0,827.

## Cotation
Les données des prix historiques du WTI sont publiées sur le site de l'Energy Information Administration, Département de l'énergie, sous la référence « WTI, Cushing, Oklahoma ».
Plus léger que le Brent, donc plus facile à raffiner, le prix du baril de WTI était traditionnellement 1 dollar plus élevé environ que celui du baril de Brent et 2 dollars au-dessus du panier de l'OPEP. Cette règle générale tend à disparaître. Le prix du baril de WTI est passé sous celui du baril de Brent : une fois entre mai et novembre 2008, avec un écart de prix de l'ordre de 3 à 4 dollars ; une deuxième fois à partir du tout début de l'année 2011, où l'écart de prix n'a cessé d'augmenter progressivement, pour atteindre 10 dollars d'écart en avril 2011, puis 20 dollars d'écart en août 2011. Au 5 septembre 2011, cet écart atteignait 26,80 dollars (WTI à 83,60 dollars le baril contre 110 dollars pour le Brent). Cet écart grandissant s'explique par deux raisons. D'une part, une production américaine dopée par l'exploitation du gaz de schiste qui entraîne une surproduction, notamment dans l'ouest nord-américain. En outre, aucune infrastructure ne permet le transport du pétrole canadien vers l'est du Canada (Ontario et Québec) ou vers le sud des États-Unis (Texas) ce qui limite la demande pendant que l'offre est en croissance. Le projet de Keystone XL et de l'oléoduc Énergie Est permettraient de rééquilibrer le prix. D'autre part, le WTI subit une décote car les compagnies américaines ne pouvaient pas, jusqu'en 2015, exporter leurs productions en dehors des États-Unis.